# Прошкін Микола Гнатович
Микола Гнатович Прошкін (1898, с. Бухлєво, Смоленська губернія, Російська імперія — січень 1942, Замостя, Генеральна губернія (Польща)) — радянський військовий діяч, генерал-майор (1940), командир 58-ї гірськострілецької дивізії.

## Біографія
М.І. Прошкін народився в 1898 році в селі Бухлєво Смоленської губернії в сім'ї робітника. Після закінчення сільської школи працював на фабриці. У 1918 році вступив до лав Робітничо-Селянської Червоної Армії, надійшов у піхотну школу. В 1919 —1921 роках брав участь у Громадянській війні в Росії на посадах командира взводу та роти. Після війни протягом п'яти років обіймав посаду заступника командира полку з господарської частини, потім ту ж посаду він займав в корпусі.
Закінчив вищі командні курси «Постріл», після чого п'ять років командував стрілецьким батальйоном, а ще чотири роки був начальником штабу механізованої бригади та стрілецької дивізії. У 1938 році М. І. Прошкін закінчив вечірній факультет Військової академії імені М. В. Фрунзе. З липня 1940 року був командиром 58-ї гірськострілецької дивізії Київського особливого військового округ (КОВО). 4 червня 1940 року йому було присвоєно звання генерал-майора.
Дивізія М. І. Прошкіна брала участь у Німецько-радянській війні (Південно-Західний фронт) з перших же днів після її початку.  В кінці липня — на початку серпня 1941 року 58-ма гірськострілецька дивізія брала участь в битві під Уманню. 6 серпня під час прориву з оточення М. І. Прошкін потрапив до німецького полону. Утримувався у таборі для військовополонених у польському місті Замостя. Там він захворів на тиф і в січні 1942 року помер.